# تپه یانخ بلاغ ۱
تپه یانخ بلاغ ۱ مربوط به دوران‌های تاریخی پس از اسلام است و در شهرستان بوئین‌زهرا، بخش آبگرم، روستای طبلشکین واقع شده و این اثر در تاریخ ۲۴ فروردین ۱۳۸۲ با شمارهٔ ثبت ۸۱۸۰ به‌عنوان یکی از آثار ملی ایران به ثبت رسیده است.